# Mîkolaiivka, Lohvîțea
Mîkolaiivka (în ucraineană Миколаївка) este un sat în comuna Vîrișalne din raionul Lohvîțea, regiunea Poltava, Ucraina.